# دینار صربستان
دینار صربستان (به انگلیسی: Serbian dinar) (به صربی: Cрпски динар / Srpski dinar) با کد ایزوی RSD، یکای پول رایج در کشور صربستان است. مسئولیت کنترل این یکای پول بر عهدهٔ بانک ملی صربستان قرار دارد.

## اسکناس‌ها
| اسکناس‌های کنونی     | اسکناس‌های کنونی     | اسکناس‌های کنونی | اسکناس‌های کنونی | اسکناس‌های کنونی | اسکناس‌های کنونی                                                   | اسکناس‌های کنونی                                                                           |
| نگاره               | نگاره               | بها             | ابعاد           | رنگ             | شرح                                                               | شرح                                                                                       |
| رو                  | پشت                 | بها             | ابعاد           | رنگ             | رو                                                                | پشت                                                                                       |
| ------------------- | ------------------- | --------------- | --------------- | --------------- | ----------------------------------------------------------------- | ----------------------------------------------------------------------------------------- |
| 10 dinars obverse   |                     | ۱۰              | ۱۳۱ × ۶۲ mm     | زرد اخرایی      | ووک کاراویچ (۱۷۸۷ – ۱۸۶۴)، واژه‌شناس و زبان‌شناس                    | کنگره اسلاوی پراگ در ۱۸۴۸، ووک کاراویچ                                                    |
| 20 dinars obverse   | 20 dinars reverse   | ۲۰              | ۱۳۵ × ۶۴ mm     | سبز             | پتار دوم پتروویچ-نیگوش (۱۸۱۳ – ۱۸۵۱)، شاهزاده، فیلسوف و شاعر      | پتار دوم پتروویچ-نیگوش (۱۸۱۳ – ۱۸۵۱)، شاهزاده، فیلسوف و شاعر                              |
| 50 dinars obverse   | 50 dinars reverse   | ۵۰              | ۱۳۹ × ۶۶ mm     | بنفش            | استوان موکرانیاتس (۱۸۵۶ – ۱۹۱۴)، آهنگساز و موسیقی‌دان              | استوان موکرانیاتس (۱۸۵۶ – ۱۹۱۴)، آهنگساز و موسیقی‌دان                                      |
| 100 dinars          | 100 dinars reverse  | ۱۰۰             | ۱۴۳ × ۶۸ mm     | آبی             | نیکولا تسلا (۱۸۵۶ – ۱۹۴۳)، مخترع                                  | موتور القایی الکترومغناطیسی، نیکولا تسلا                                                  |
| 200 dinars obverse  | 200 dinars reverse  | ۲۰۰             | ۱۴۷ × ۷۰ mm     | قهوه‌ای          | نادژدا پتروویچ (۱۸۷۳ – ۱۹۱۵)، نگارگر                              | سایه‌نمای صومعه گراچانیتسا، نادژدا پتروویچ                                                 |
| 500 dinars obverse  | 500 dinars reverse  | ۵۰۰             | ۱۴۷ × ۷۰ mm     | فیروزه‌ای روشن   | یووان اسویییچ (۱۸۶۵ – ۱۹۲۷)، جغرافی‌دان                            | یووان اسویییچ (۱۸۶۵ – ۱۹۲۷)، جغرافی‌دان                                                    |
| 1000 dinars obverse | 1000 dinars reverse | ۱,۰۰۰           | ۱۵۱ × ۷۲ mm     | قرمز            | جورجی وایفرت (۱۸۵۰ – ۱۹۳۷)، صنعتگر                                | جورجی وایفرت، آبجوسازی او، تصویر هولوگرامی جرجیس که اژدها می‌کشد؛ ساختمان بانک ملی صربستان |
| 2000 dinars obverse | 2000 dinars reverse | ۲,۰۰۰           | ۱۵۵ × ۷۴ mm     | خاکستری         | میلوتین میلانکویچ (۱۸۷۹ – ۱۹۵۸)، ریاضی‌دان، فضانورد و زمین‌فیزیکدان | میلوتین میلانکویچ (۱۸۷۹ – ۱۹۵۸)، ریاضی‌دان، فضانورد و زمین‌فیزیکدان                         |
| 5000 dinars obverse | 5000 dinars reverse | ۵,۰۰۰           | ۱۵۹ × ۷۶ mm     | ارغوانی         | اسلوبودان یووانویچ (۱۸۶۹ – ۱۹۵۸)، حقوق‌دان، تاریخ‌نگار و سیاست‌مدار  | اسلوبودان یووانویچ، سایه‌نمای پارلمان صربستان.                                             |

## کشورهای دیگر که دینار یکای پول آن‌ها است
| نام کشور      | یکای پول "دینار"                    |
| ------------- | ----------------------------------- |
| اردن          | دینار اردن                          |
| الجزایر       | دینار الجزایر                       |
| بحرین         | دینار بحرین                         |
| تونس          | دینار تونس                          |
| سودان         | دینار سودان                         |
| صربستان       | دینار صربستان                       |
| عراق          | دینار عراق                          |
| کویت          | دینار کویت                          |
| لیبی          | دینار لیبی                          |
| مقدونیه شمالی | دینار مقدونیه                       |
|               |                                     |
| ایران         | ریال ایران - به صد دینار بخش می‌گردد |